# Habitatge al carrer Francesc Santacana, 23 (Martorell)
L'Habitatge al carrer Francesc Santacana, 23 és un edifici modernista del municipi de Martorell (Baix Llobregat) que forma part de l'Inventari del Patrimoni Arquitectònic de Catalunya.

## Descripció
És una casa de pisos construïda amb maó i la façana estucada. La decoració, tant de la façana com de les baranes dels balcons és feta amb motius geomètrics i vegetals. La distribució de la decoració és simètrica. La casa té planta, tres pisos i terrat, i fins a l'última remodelació va estar cobert amb un afegit modern, molt poc escaient a l'estructura de l'edifici, que s'ha eliminat.

## Història
Aquest tipus de casa de pisos de lloguer, pren sentit a Martorell quan, juntament amb l'activitat agrícola, un nombre notable de persones treballaven en petites indústries i, especialment, al ferrocarrils. Un seguit de construccions, fetes entre el 1900 i el 1930 provocarà la pràctica desaparició de l'arquitectura del poble anterior a aquest moment